# Elvhű Balközép
Az Elvhű Balközép a Tisza Kálmán vezette Balközép Pártból az 1873 novemberi értekezleten a Deák-párthoz való közeledés miatt kilépett képviselők csoportja volt, akik elfogadták az Országos 1848-as Párt álláspontját a helyzetről. Vezetői Mocsáry Lajos, Csávolszky Lajos, Bartha Miklós és Ugron Gábor voltak. Napilapja a Baloldal volt. A frakció egy része 1874. február 26-án egyesült az 1848-as Párttal és létrehozták az Egyesült Közjogi Ellenzéket, ami május 17-én felvette a Negyvennyolcas Függetlenségi Párt nevet, míg a csoport másik része Mocsáry Lajos vezetésével Függetlenségi Párt néven saját szervezetet alapított. (A két függetlenségi párt végül 1884-ben egyesült.)